# Conférence des primats
La conférence des primats (en anglais Primates' Meeting) est un des organes de la Communion anglicane. Les chrétiens de confession anglicane ont formé plusieurs églises autonomes, appelées "provinces" et ayant une assise géographique déterminée. À la tête de chacune des 38 provinces se trouve un évêque ou archevêque qui porte le titre de primat. La conférence des primats a été établie en 1978 par l'archevêque de Canterbury Donald Coggan pour permettre aux dirigeants des églises anglicanes de se retrouver pour « réfléchir à loisir, prier et confronter leurs avis ». Comme les autres organes de la Communion, elle n'a pas de pouvoir contraignant.

## Fonctionnement

### Les conférences successives
Les conférences se tiennent ordinairement tous les deux ou trois ans, mais il arrive que des sessions extraordinaires soient convoquées. Depuis 1979, les primats se sont rencontrés à Ely en Angleterre (1979), à Washington (1981), à Limuru au Kenya (1983), à Toronto (1986), à Chypre (1989), en Irlande (1991), au Cap (1993), à Windsor en Angleterre (1995), à Jérusalem (1997), à Oporto au Portugal (2000), au centre de Kanuga, Caroline du Nord, aux États-Unis (2001), à Canterbury en Angleterre (2002), au Brésil (2003), à Lambeth (2003), à Newry en Irlande (2005), à Dar es Salaam en Tanzanie (2007), à Alexandrie en Égypte (2009) et à Dublin (2011),.

### Rapports avec les autres organes de communion
C'est l'archevêque de Canterbury, lui-même « primat de toute l'Angleterre » et chef spirituel de l'anglicanisme, qui convoque les réunions des primats. Il n'a pourtant sur ses collègues qu'une primauté d'honneur et pas de pouvoir effectif ou contraignant. Un rapport officiel de la Communion, le Windsor report de 2004, recommande cependant de maintenir et de renforcer le rôle de l'archevêque, garant de l'unité de la Communion, en lui permettant de convoquer ces réunions à sa guise, d'y inviter ou non qui il lui semble bon de faire, et reconnaît même qu'il peut légitimement s'exprimer sur la situation dans une église sœur pour le bien de toute la Communion.
En sens inverse, l'archevêque primat du Kenya, Eliud Wabukala et celui du Nigeria, Nicholas Okoh suggèrent en avril 2012 d'attribuer la présidence de la conférence des Primats non plus automatiquement à l'archevêque de Canterbury  mais à un président élu par les primats eux-mêmes.
Un autre organe de la Communion anglicane, le conseil consultatif anglican joue lui aussi un rôle de coordination entre les églises membres. Il se réunit également tous les deux-trois ans, mais il possède un "standing committee" qui se réunit annuellement et prend de l'importance dans le fonctionnement de la Communion. L'évolution des rapports de force entre les instruments de communion n'est pas toujours acceptée. C'est ainsi qu'en février et avril 2010, deux primats ont fait savoir publiquement leur désaccord, accusant le "Standing Committee" de chercher à supplanter les autres instruments de communion pour promouvoir un agenda libéral au mépris des résolutions de la conférence des primats. La Church Union, société de tendance évangélique, émet des critiques analogues et loue l'influence de cette conférence.

## Émergence duGlobal South
La moitié des provinces de la Communion, représentant les églises des pays en voie de développement a pris l'habitude de se désigner sous le vocable de Global South. Cette distinction est apparue la suite des dissensions au sein de la Communion, sur la question de l'acceptation de modifications de la doctrine traditionnelle sur l'homosexualité. L'élection de l'évêque homosexuel Gene Robinson en 2003 est en général vu comme le déclencheur de cette évolution.
L'incapacité des instances de la Communion à modérer les initiatives libérales de l'Église épiscopale des États-Unis et de l'Église anglicane du Canada engendre des tensions importantes et durables. Les primats du Global South prennent l'habitude de tenir leurs propres conférences, sous la désignation de « Global South Primates Steering Committee » qui émet régulièrement des communiqués sur l'état de la Communion. 
Tout en se défendant de vouloir provoquer un schisme dans la Communion, les primats du Global South semblent disposer à monter un certain nombre de structures parallèles à celles qu'ils jugent déficientes : la conférence GAFCON fait concurrence à la conférence de Lambeth boycottée par 150 évêques sur 800 en 2008, une Fraternité des anglicans confessants est mise sur pied, une église concurrente des églises anglicanes d'Amérique du Nord est érigée (c'est le mouvement de réalignement anglican).
Le mouvement de boycott s'étend à la conférence des primats elle-même lors du sommet de Dublin en 2011. Au total, plus du tiers des provinces de la Communion n'envoient pas de représentant.